# Struthätta
Struthätta (fornsvenska: struthætta) är en främst europeisk medeltida huvudbonad i tyg likt en kraghuva (huva med krage över axelpartiet) men vars huvas spets är utdragen i en lång strut. Typen var populär framför allt under den senare delen av 1300-talet men som förekom redan under sen vikingatid – bland annat har ett större tygfragment från en struthätta funnits i vikingabyn Hedeby, daterad till 1000- eller 1100-tal.
Struthättor kan vara öppen framtill med någon form av stängningsförmåga (knappar, snöre) eller av stängd typ som behöver dras över huvudet, såsom den hos bockstensmannen. Struten kan bäras löst hängande, lindas om huvudet eller som en halsduk om halsen. Under den senare delen av medeltiden började man bära och arrangera struthättan på andra fantasifulla sätt, vilket utvecklades till nya typer av huvudbonader.
Struthättan är i dag ett plagg som används av medeltida historiska återskapare och lajvare. På grund av sin funktion som ovädersplagg förekommer det även att det bärs till vanliga kläder utanför arrangemangen.

## Narrkappa

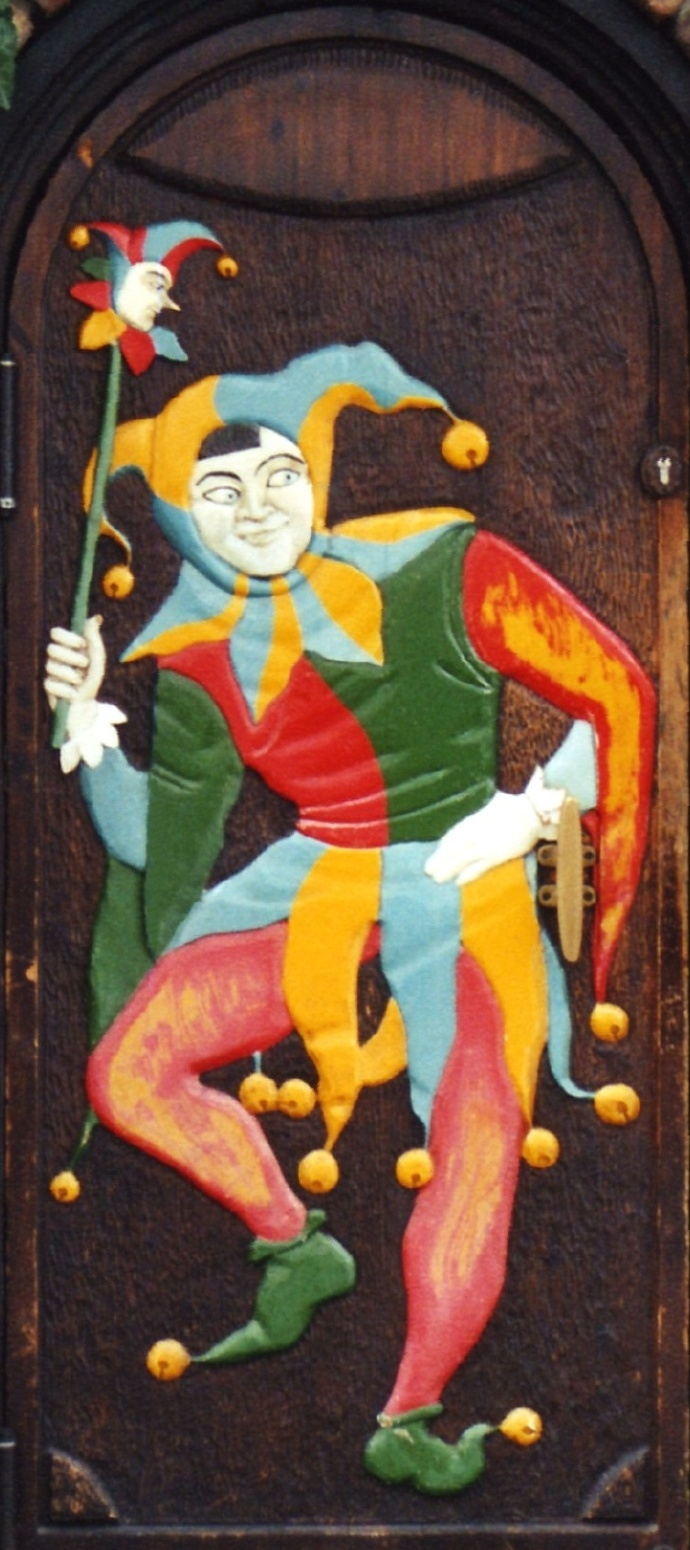
Dörrmålning av en narr med dubbelstrutad narrkappa.

Huvudbonaden har även kallats narrkappa då den var vanligt plagg hos narrar (gycklare). På tyska heter plagget gugel vilket kommer från roten gog och gug som betyder dåre, narr, tok etc. Vissa exempel hade mer än en "strut" och kunde ha bjällror eller fina bollar i ändarna.

## Liknande plagg
- Kapuschong
- Kraghuva
- Kåpa (plagg)